# Juan Gonzalo Lorca
Juan Gonzalo Lorca, född 15 januari 1985 i Santiago, Chile, är en professionell fotbollsspelare som spelar i den chilenska klubben Rangers de Talca.

## Karriär

### Colo-Colo
Lorca började sin fotbollskarriär som 12-åring i Colo-Colos ungdomssektion. Han började som offensiv mittfältare, men ganska snart flyttades han upp ett snäpp till forwardsplatsen. 7 juli, 2004 gjorde Lorca sin professionella debut mot Universidad Católica i en Copa Sudamericanamatch. Matchen slutade 1-1. Lorcas första mål kom månaden därpå mot Cobreloa.

### Huachipato
2006 lånades Lorca ut till Huachipato är han totalt gjorde 11 mål på sina 34 matcher. Året därpå återvände Lorca till Colo-Colo för att representera laget i 2007 Apertura.

## Landslaget
Lorca har representerat Chiles U-20 och U-23 trupper. Han var en del av Chile vid 2005 South American Youth Championship, där man kvalificerade sig för 2005 FIFA World Youth Championship i Nederländerna. Men, Lorca stannade hemma i Chile, på grund av skada, då laget reste över till Europa.
Lorca har även representerat Chiles A-landslag (bl.a. mot Costa Rica och Jamaica. Lorca gjorde sitt första landslagsmål mot Jamaica (matchen slutade 1-0 till Chile).